# Оспедалетто-Эуганео
Оспедалетто-Эуганео (итал. Ospedaletto Euganeo) — коммуна в Италии, располагается в провинции Падуя области Венеция.
Население составляет 5395 человек, плотность населения составляет 257 чел./км². Занимает площадь 21 км². Почтовый индекс — 35045. Телефонный код — 0429.
Покровителями коммуны почитаются святой Иоанн Креститель, празднование 24 июля, и Пресвятая Богородица (Madonna del Tresto), празднование 21 сентября и 10 июля.